# Olão
Olão (em latim: Olo) foi um oficial franco do século VI, ativo durante o reinado de Quildeberto II (r. 570–595).

## Vida
Olão foi um dos 20 duques enviados por Quildeberto em 590 para ajudar os romanos na Itália contra os lombardos. Ele morreu de suas feridas próximo de Bellinzona (Bilício).